# Ipomoea robinsonii
Ipomoea robinsonii es una especie fanerógama de la familia Convolvulaceae.

## Clasificación y descripción de la especie
Planta herbácea, voluble, trepadora, perenne; tallo muy ramificado, con ramas en forma de zig-zag; hoja oblongo-elíptica, a veces largamente oblongo-elíptica o triangular-lanceolada, de 3.5 a 8 cm de largo, de 1.8 a 4.5 cm de ancho, ápice obtuso o agudo; inflorescencias con 1 a 3 flores; sépalos desiguales, orbicular-ovados, de 5 a 9 mm de largo, los exteriores más largos, glabros; corola con forma de embudo (infundibuliforme), de 6 a 8 cm de largo, blanca, más o menos 5-lobulada; el fruto es una cápsula ovoidea, de alrededor de 1 cm de largo, bilocular, con 4 semillas, no vistas.

## Distribución de la especie
Esta especie es endémica de México, se distribuye en la Sierra Madre del Sur y en la Depresión del Balsas, en los estados de Michoacán, Morelos, Guerrero y Oaxaca.

## Ambiente terrestre
Esta especie se desarrolla en el bosque tropical caducifolio, a 500 y 1000 m s.n.m. Florece entre septiembre y noviembre.

## Estado de conservación
No se encuentra bajo ningún estatus de protección.